# バスケットボールニジェール代表
バスケットボールニジェール代表（バスケットボールニジェールだいひょう、Niger men's national basketball team）は、ニジェールバスケットボール連盟により国際大会に派遣される男子バスケットボールのナショナルチームである。

## 歴史
アフリカ選手権は1968年の1回出場し、コートジボワールを破り6位。

## 主な国際大会成績
- オリンピック
  - 出場なし
- ワールドカップの成績
  - 出場なし
- アフリカ選手権の成績
  - 1968年 ― 6位